# Matchs de football USM Alger – RS Berkane (2024)
Pour des articles plus généraux, voir Relations entre l'Algérie et le Maroc et Rivalité entre l'Algérie et le Maroc en football.
Les matchs USM Alger-RS Berkane est une série de matchs de football, comptant pour le demi-finales de la Coupe de la confédération 2023-2024. Lors des tours de qualification, chaque match nul se jouera sur une base aller-retour. Le 21 avril 2024, le RS Berkane refuse de jouer le demi-finale de la coupe de la confédération contre l'USM Alger après avoir refusé de porter les maillots de rechange fournis par la Fédération algérienne de football proposés — avec selon Onze Mondial, « semble-t-il le soutien de la CAF » —, leurs maillots arborant une carte annexant le territoire disputé du Sahara occidental ayant été saisis le 19 avril par les douanes algériennes. La CAF a cependant jugé les maillots conformes à sa réglementation,. Le 24 avril, la CAF déclare le match gagné par RS Berkane sur tapis vert. 
Le 26 février 2025, le Tribunal arbitral du sport (TAS) a admis l'appel de la Fédération algérienne de football contre la Confédération africaine de football, la Fédération royale marocaine de football et la RS Berkane concernant la validation des maillots de la RS Berkane sur lesquels figure une carte du Maroc incluant le Sahara Occidental,,.

## La question du Sahara occidental

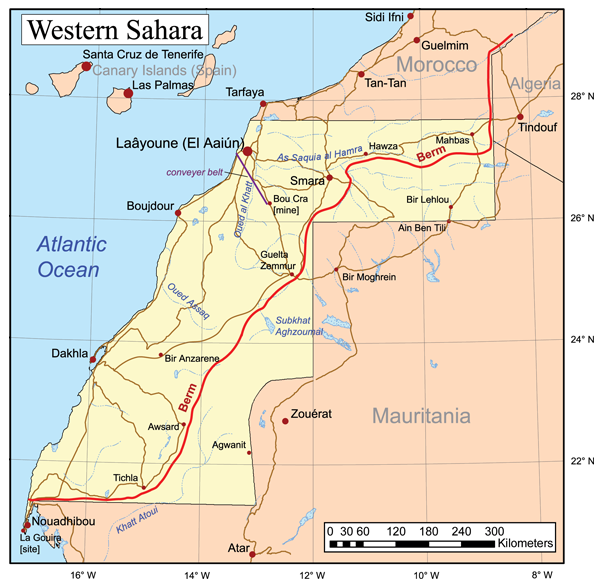
Carte du Sahara occidental.

Le territoire est revendiqué à la fois par le Maroc et par la République arabe sahraouie démocratique (RASD), proclamée par le Front Polisario en 1976. Ce dernier est un mouvement dont l'objectif est l'indépendance totale du Sahara occidental, revendication soutenue par l'Algérie. Devenu un enjeu global illustrant la rivalité entre le Maroc et l'Algérie, le dossier saharien bloque toujours la construction de l'Union du Maghreb arabe (UMA). Le Polisario s'appuie sur un « consensus écrasant parmi les Sahraouis vivant sur le territoire en faveur de l'indépendance et en opposition à l'intégration avec tout pays voisin », tel que décrit dans un rapport de l'ONU en 1975.
Depuis le cessez-le-feu de 1991, le Maroc contrôle et administre environ 80 % du territoire, tandis que le Front Polisario en contrôle 20 % laissés par le Maroc derrière une longue ceinture de sécurité, le « mur marocain », devenu aujourd'hui la frontière de facto. La Mission des Nations unies pour l'organisation d'un référendum au Sahara occidental patrouille dans l'ensemble du territoire.

## Match aller à Alger
Trois jours avant le match, le club RS Berkane s'est rendu en Algérie. En raison de l'ambiguïté concernant les maillots de match qui montrent la carte du Maroc, y compris le Sahara occidental, un territoire contrôlé à 80 % par le Maroc et revendiqué par les indépendantistes sahraouis du Front Polisario, soutenus par l'Algérie. L'Algérie a d'ailleurs rompu ses relations diplomatiques avec son voisin marocain à cause de ce dossier, les douanes algériennes ont demandé à voir ces maillots et n'ont pas permis à la délégation de les prendre,.
Après le courrier du responsable des relations interclubs de la CAF, l’USMA a interjeté un appel et le jury de la CAF a répondu. Emad Chenouda a répondu que la Commission des Clubs avait décidé de conserver ce maillot malgré le refus des autorités algériennes. L’USM Alger qui a fait appel de cette décision via la Fédération algérienne de football, a reçue une réponse négative. La demi-finale aller de la Coupe de la confédération entre l'USM Alger et la RS Berkane a été annulée. Les joueurs de Berkane ont refusé de jouer avec les vestes fournies par la Fédération algérienne et sans leurs maillots « officiels ». Malgré leur présence au Stade du 5-Juillet-1962, les Marocains ont refusé de se rendre sur le terrain.
Le président du club marocain Hakim Benabdellah a déclaré aux responsables de la CAF qu'il n'y a pas de match sans que les maillots ne circulent sur toute la carte du royaume du Maroc,. Le président de la FAF Walid Sadi a annoncé qu’il entendait porter l’affaire devant le Tribunal arbitral du sport (TAS). « Notre position est claire, nous ne reculerons pas et nous sommes prêts à tout »,,. La Confédération africaine de football (CAF) a indiqué que le match aller de la demi-finale de la Coupe de la confédération n'a pas eu lieu le 21 avril 2024 à Alger comme prévu. L'affaire sera portée devant les autorités compétentes. La CAF s'excuse pour tout inconvénient causé aux sponsors, partenaires TV et supporters.
Le 24 avril, il a été annoncé la commission d'organisation des compétitions, a décidé de sanctionner l'USM Alger par forfait en lui imputant une défaite 3-0 pour le match aller. La même commission  annonce soumettre le cas à la commission de discipline pour d'éventuelles sanctions additionnelles. Le match retour au Stade municipal de Berkane le 28 avril 2024 est maintenu,.

## Match retour à Berkane
Malgré la crise persistante due au match aller, l'USM Alger s'est rendue au Maroc le 26 avril à bord d'un avion privé égyptien sur un vol direct. bien que la rencontre ne devrait pas se dérouler à nouveau. La FAF a été destinataire d'un nouveau courrier de la CAF, notifiant un rejet de l'appel interjeté après la décision de déclarer l'USM Alger forfait au match aller. Lors de la réunion technique de veille de match s'est tenue en présence des dirigeants de l’USM Alger et de la RS Berkane et des représentants des fédérations algériennes (FAF) et marocaine (FRMF). Où RS Berkane a-t-elle indiqué qu'elle a prévu d'arborer le jeu de maillot floqué de la carte du Maroc avec le Sahara occidental.
L'USM Alger a refusé de jouer puisque le club marocain porte toujours son maillot avec la carte litigieuse du pays sur le torse. Les officiels ont attendu un quart d'heure avant de constater qu'une des deux équipes n'était pas sortie des vestiaires. A ce moment, les joueurs du RS Berkane entraient dans le stade pour saluer leurs supporters tandis que les joueurs de l'USM Alger quittaient le stade municipal en direction d'Oujda pour effectuer le voyage retour vers Alger,.
Avant le coup d'envoi, des supporters du RS Berkane ont brandi un "tifo" avec la carte du Maroc faisant figurer le territoire disputé. La  CAF a attribué au RS Berkane la qualification en finale de cette compétition. La FAF a engagé une procédure d'appel de la sanction de la CAF devant le Tribunal arbitral du sport (TAS) à Lausanne, estimant que l'instance basée au Caire a "validé la demande du club marocain, de porter un maillot avec un message politique" lors de la demi-finale aller et retour. Le 2 mai, La CAF a désigné le RS Berkane comme finaliste de la Coupe de la confédération et déclare transmettre le dossier à la commission de discipline pour d'éventuelles autres sanctions envers la FAF,.

## L'affaire au Tribunal arbitral du sport
Conformément à l’article 48 alinéa 3 des Statuts de la CAF, cette décision est susceptible, selon le jury d’appel, de recours auprès du Tribunal arbitral du sport (TAS) dans un délai de dix jours à compter de la notification de la décision et devra comprendre tous les documents éléments figurant au point 2 des directives émanant du TAS. De son côté, la FAF, par le biais de son secrétariat général, avait saisi le Secrétariat général de la CAF, le 14 avril 2021, au sujet de la carte géographique publiée sur le site officiel de l’instance africaine et qui n’est pas conforme aux cartes officielles de l’ONU et de l’Union Africaine (UA) où la République arabe sahraouie démocratique (RASD) et non Sahara occidental
Le 24 avril 2024, la Fédération algérienne de football et l'USM Alger ont déposé une requête auprès du Tribunal arbitral du sport de Lausanne par l'intermédiaire d'un cabinet d'avocats spécialisé dans ce type de dossiers. La requête a été déposée en jugement sommaire pour jugement d’urgence. Une société composée d'avocats expérimentés a été désignée pour défendre la cause algérienne. Dans sa plainte, l’USMA a mis en exergue les violations par la RS Berkane et la CAF des articles des statuts et règlements de cette dernière, dont ceux portant sur l’équipement, à savoir les articles 59 et 60 ou encore la loi 4 du IFAB,.
Le 2 mai, le TAS il a annoncé avoir rejeté la requête en référé de suspendre la décision du jury d'appel de la CAF qui validait l'utilisation du maillot du RS Berkane, en l'absence de réponse de la part de la Confédération africaine de football. Cependant le dossier reste ouvert sur le fond et le tribunal est en train de recueillir les élements de chaque partie,. Après que la Commission des Compétitions de la Confédération Africaine de Football a approuvé la qualification de la RS Berkane pour la finale de la Coupe de la Confédération, sur fond d'un conflit politico-judiciaire qui a pris fin dans les bureaux du TAS, la Fédération algérienne de football s'apprête à présenter une nouvelle demande au TAS, dans le but d'arrêter temporairement la finale programmée par l'instance panafricaine en deux matches les 12 et 19 mai. A cet égard, la FAF a demandé que l'affaire soit entendue par un juge unique. Cette demande n'a rencontré aucune opposition de la part des parties concernées, à savoir la CAF, la FRMF et la RS Berkane.
Le 10 mai, le tribunal de Lausanne a une nouvelle fois rejeté une demande de l'USM Alger visant à suspendre la finale de la Coupe de la Coupe de la confédération, en attendant la conclusion de la procédure d'arbitrage avec la CAF dans l'affaire RS Berkane,. Le secrétaire général de la CAF, Véron Mosengo-Omba, a accordé une interview au site de la BBC. Selon certaines informations, Patrice Motsepe ne semblait rien savoir de l’affaire, car tout était en stand-by, ce que Véron a confirmé dans son interview à la BBC. où il s’est exprimé pour la première fois en public sur cette affaire compliquée qui semble très dommageable pour les hauts responsables du football sur le continent. « La Commission des compétitions interclubs de la CAF a estimé que, conformément aux règlements de la CAF, il n’y a pas de problème avec cette carte », a déclaré Mosengo-Omba, qui laisse entendre que la CAF attend la décision du TAS et que « la décision du TAS nous guidera sur la manière d’améliorer notre règlement ».
Le 11 octobre 2024, le Tribunal arbitral du sport (TAS) a fixé l'audience au 13 novembre, avant de rendre son arrêt définitif. En effet, ce dernier a officiellement mis l’affaire dans son calendrier d’audiences, et ce, plus de quatre mois après la remise des mémoires des parties concernées par le litige. Le 13 novembre, la Fédération algérienne de football, l’USM Alger, la RS Berkane, la Fédération royale marocaine de football ainsi que la Confédération africaine de football seront entendues par le jury de l’instance compétente,. Le 13 novembre 2024, le TAS a entendu les différentes parties dans l'affaire dite des maillots, à savoir l’USM Alger et la FAF d'une part et la RS Berkane, la FRMF et la CAF d'autre part. Le juge espagnol chargé de l'instruction de l'affaire a écouté les arguments des différentes parties via l'application Zoom, l'audience a duré trois heures. Au final, le juge du TAS a laissé l'affaire en délibéré,.
Le 26 février 2025, le Tribunal arbitral du sport (TAS) a admis l'appel de la FAF contre la CAF, la FRMF et la RS Berkane concernant la validation des maillots de la RS Berkane sur lesquels figure une carte du Maroc incluant le Sahara Occidental,,.
Selon le TAS :

« * Seule la FAF a épuisé les voies de droit avant l’appel au TAS, l’appel déposé par l’USM Alger est donc irrecevable.
- L’image d’une carte territoriale du Maroc, intégrant le Sahara occidental, sur les maillots litigieux véhicule un message, une manifestation ou une propagande à caractère politique, étant donné que cette carte représente l’affirmation d’une souveraineté territoriale qui demeure à ce jour contestée et encore non résolue sur le plan international.
- En application du Règlement de l’Équipement de la CAF (article 1.03) en relation avec les Lois du jeu de l’association International Football Association Board (Loi n° 4), tout équipement – y compris les maillots des joueurs – ne doit véhiculer aucun contenu à caractère politique.
- En application des Statuts et les Règlements d’application des Statuts de la CAF, la CAF est tenue de respecter et de mettre en œuvre le devoir de neutralité politique.

La Formation arbitrale du TAS a conclu que les maillots du RS Berkane pour la Coupe de la confédération 2023-2024, en ce qu’ils représentent une carte territoriale comprenant une image à caractère politique, étaient contraires aux règlements de la CAF. La décision de la CAF de maintenir l'approbation des maillots est ainsi annulée et l’appel de la FAF est admis. »

Le TAS ne s’est pas mêlé pour autant des résultats de la Coupe de la confédération 2023-2024.
Trois semaines après avoir communiqué sa décision de reconnaitre que le RS Berkane n'a pas le droit d'arborer un maillot avec un message politique, le TAS de Lausanne a publié l'intégralité de la sentence, un document de 38 pages. On peut y lire  notamment que si la procédure a pris autant de temps c'est à cause du refus de la CAF et de la partie marocaine que le dossier soit soumis à une procédure accélérée, ce qui aurait pu permettre notamment à l'USMA de pouvoir prendre part à la finale de la Coupe de la confédération 2023-2024 en cas de gain de cause,.
Le 3 mai 2024, la FRMF et le RS Berkane ont fait savoir au Greffe du TAS qu’ils s’opposaient à ce que la présente procédure soit soumise à la procédure accélérée et qu’ils sollicitaient que le présent litige soit soumis à une formation arbitrale composée de trois arbitres plutôt qu’à un arbitre unique. Le même jour, la CAF a communiqué au Greffe du TAS qu’elle s’opposait également à ce que la présente procédure soit soumise à la procédure accélérée, mais qu’elle acceptait que la présente procédure soit menée en français. Enfin on notera que le TAS a tancé la CAF sur la légèreté à faire respecter la neutralité politique et a expliqué à la partie marocaine que la présence de la carte litigieuse représente un acte de propagande politique, ce qui est interdit par les règlements des compétitions,.
l’image d’une carte territoriale du Maroc sur les Maillots litigieux qui intègre le Sahara occidental caractérise un message, une manifestation ou une propagande à caractère politique, puisque cette carte représente l’affirmation d’une souveraineté territoriale qui demeure à ce jour contestée et non résolue sur la scène internationale. Pour rappel le jury du TAS a rejeté la demande de la FAF et de l'USMA concernant la procédure contre le Jury d'appel de la CAF, pour des questions d'ordre juridique mais il a annulé la décision prise par ce dernier,.
Le 21 mai 2025, la CAF a adressé une lettre aux fédérations les informant de l’application de la résolution confirmant l’interdiction de tous les signes politiques. Par ailleurs la confédération rappelle qu'elle n'a pas d'autre choix que d'appliquer ceci, conformément à l'article 48 alinéa 6 des statuts de la CAF, cette décision du TAS revêt un caractère contraignant et exécutoire pour la CAF. Enfin, elle annonce comment elle agira en cas de problème désormais.

## Événements ultérieurs
La Fédération sahraouie de sport a rompu son silence concernant la crise des maillots. La Fédération sportive du Sahara occidental a qualifié les agissements de RS Berkane de manœuvre marocaine visant à légitimer l’occupation par le biais du sport et à atteindre des objectifs politiques éloignés du domaine sportif, Selon l'article 50 de la Charte olympique (alinéa 2), aucune sorte de démonstration ou de propagande politique, religieuse ou raciale n’est autorisée dans un lieu, site ou autre emplacement olympique,.
Le 23 avril 2024, l'équipe algérienne de handball des moins de 17 ans s’est retirée du match contre le Maroc lors du Championnat arabe de jeunes organisé au Maroc. La Fédération algérienne de handball a décidé de se retirer après avoir confirmé que le Maroc y participerait avec un maillot portant la carte incluant le Sahara occidental, plus tard l'équipe a décidé de se retirer du tournoi,,.
Le 28 avril 2024, la Fédération algérienne de gymnastique a officiellement annoncé le retrait de ses équipes nationales, masculines et féminines, du prochain Championnat d'Afrique des nations, qui se tiendra à Marrakech, au Maroc. Selon le communiqué publié sur la page officielle de l'autorité sportive compétente, la délégation algérienne n’aurait pas obtenue les autorisations nécessaires de la part du Ministère de la Jeunesse et des Sports pour faire le déplacement au Maroc. Le MJS avait décidé de geler la participation de l'Algérie à toutes les manifestations sportives auxquelles participeraient des équipes marocaines, en attendant que le Comité international olympique replace les choses dans leur contexte et les mette en pratique. Pour rappel, l’Algérie devait prendre part à ces championnats d’Afrique de gymnastique artistiques, qualificatifs pour les Jeux olympiques de Paris 2024.
Le Comité olympique algérien a officiellement contacté le Comité international olympique pour dénoncer les multiples violations commises par le Maroc après l'affaire RS Berkane et ce qui s'est passé lors du Championnat arabe de handball des moins de 21 ans. La demande présentée par le COA s'appuie essentiellement sur les dispositions de l'article 52 de la Charte olympique, qui fait référence à l'interdiction de toute pratique. slogan publicitaire politique, religieux ou raciste lors de diverses compétitions sportives. Le COA a clairement indiqué que la République arabe sahraouie démocratique (RASD) est un État en soi reconnu par l'Union Africaine et que la question est toujours pendante au niveau de l’ONU,.
Sur la chaîne On Time Sports, Fouzi Lekjaa président de la Fédération royale marocaine de football et membre du comité exécutif de la FIFA, a confirmé qu'il n'intervient en aucune manière dans la nomination des arbitres pour les matches des clubs marocains au niveau des championnats des clubs ou pour l'équipe nationale marocaine à travers les championnats continentaux à travers son influence au sein de la Confédération africaine de football. Lekjaa a dit, Je suis président de la Fédération royale marocaine de football depuis 7 ou 8 ans jamais je n’ai parlé à la CAF de la nomination d’un arbitre pour diriger un match d’un club ou d’une équipe nationale marocaine. Il a déclaré que si j'avais été chargé de nommer les arbitres, le club auquel j'appartiens, le RS Berkane, aurait remporté tous les grands championnats du continent africain, et l'équipe nationale marocaine aurait également remporté la Coupe d'Afrique des Nations,.
Lors de 74ème Congrès de la FIFA à Bangkok, Walid Sadi s’est entretenu en tête à tête avec Patrice Motsepe, qui lui a longuement et en détail évoqué la question du l'affaire de l'USM Alger et RS Berkane. Selon des sources médiatiques, l'entretien a porté sur le différend qui oppose la FAF, l'USM Alger, la CAF et RS Berkane et qui fait l'objet actuellement d'un arbitrage du TAS,. Sadi a protesté auprès des deux plus hauts dirigeants de l'instance faîtière du football africain sur le fait que les appareils de cette dernière sont détournés par quelques individus pour leurs propres intérêts en toute transgression des mois et règlements du football. Évoquant plus loin l'affaire des maillots qui fait l'objet d'un épineux litige. Motsepe et son secrétaire général ont reconnu tous les deux une erreur interne, assurant à leur interlocuteur qu'une enquête est menée en interne pour déterminer les responsabilités des uns et des autres,.
Le Championnat arabe de lutte gréco-romaine libre des catégories moins de 17 ans et moins de 23 ans a vu le retrait de 5 lutteurs algériens avant d'affronter leurs homologues marocains après avoir remarqué la carte marocaine avec le Sahara occidental. C'est la quatrième fois que l'Algérie se retire des compétitions sportives à cause de la carte du Maroc, après de précédents cas dans le handball, la gymnastique et le football,.
Alors que l'aventure du RS Berkane a débuté en Coupe de la confédération lors de la saison 2024-2025, et que le club marocain a abandonné la carte dessinée sur ses maillots la saison dernière, plusieurs médias ont affirmé que RS Berkane avait évité d'entrer en relation juridique. il se bat encore, dans les couloirs du Tribunal International d'Arbitrage du Sport (TAS), à l'image de ce qui lui est arrivé la saison dernière avec l'USM Alger.
Le 8 ocrobre 2024, le jury disciplinaire de la Confédération africaine de football (CAF) a rendu son verdict dans l’affaire USM Alger-RS Berkane. Plus de cinq mois après, le jury disciplinaire vient enfin de rendre son verdict concernant la fameuse affaire de la demi-finale de la coupe de la CAF, il a infligé une sanction financière de 40 000 dollars à l’encontre du l'USM Alger, et ce, pour non-respect des décisions et règlements des organes de la CAF.